# Zezé (1899–1969)
Zezé, właśc. José Carlos Guimarães (ur. 2 maja 1899 w Rio de Janeiro, zm. 24 stycznia 1969 tamże) – brazylijski piłkarz, napastnik.
Urodzony w Rio de Janeiro Zezé karierę piłkarską rozpoczął w 1915 roku w klubie Fluminense FC. Już w 1917 roku zdobył zwój pierwszy tytuł mistrza stanu Rio de Janeiro. Sukces ten powtórzył w 1918 i 1919 roku.
Jako gracz klubu Fluminense wziął udział w turnieju Copa América 1921, gdzie Brazylia została wicemistrzem Ameryki Południowej. Zezé zagrał we wszystkich trzech meczach – z Argentyną, Paragwajem i Urugwajem (zdobył bramkę).
Wciąż jako piłkarz Fluminense był w kadrze reprezentacji podczas turnieju Copa América 1922, gdzie Brazylia zdobyła mistrzostwo Ameryki Południowej. Zezé nie zagrał w żadnym meczu.
Wziął udział w zwycięskim turnieju Copa Julio Roca 1922, gdzie Brazylia pokonała Argentynę 2:1.
W 1924 roku Zezé zdobył swój czwarty i ostatni tytuł mistrza stanu Rio de Janeiro. W klubie Fluminense grał do końca swej kariery w 1928 roku.